# Hilara isaanensis
Hilara isaanensis är en tvåvingeart som beskrevs av Patrick Grootaert och Kiatsoonthorn 2001. Hilara isaanensis ingår i släktet Hilara och familjen dansflugor.
Artens utbredningsområde är Thailand. Inga underarter finns listade i Catalogue of Life.